# Résolution 116 du Conseil de sécurité des Nations unies
Membres permanents
- Chine (Taïwan)
- États-Unis
- France
- Royaume-Uni
- URSS

Membres non permanents
- Australie
- Belgique
- Cuba
- Iran
- Pérou
- Yougoslavie

Résolution no 115 Résolution no 117
La Résolution 116 est une résolution du Conseil de sécurité des Nations unies votée le 26 juillet 1956 concernant la Tunisie et qui recommande à l'Assemblée générale des Nations unies d'admettre ce pays comme nouveau membre.

## Contexte historique
La Tunisie obtient son indépendance de la France le 20 mars 1956, seulement quatre mois et demi avant le vote de la résolution.
À la suite de ce vote, ce pays est admis aux Nations unies le 12 novembre 1956.

## Texte
« Le Conseil de sécurité,

Ayant examiné la demande d'admission de la Tunisie,
Recommande à l’Assemblée générale d'admettre la Tunisie comme membre de l'Organisation des Nations unies.

Adoptée à l'unanimité à la 732e séance. »